# Odette Annable
Odette Juliette Annable (nascida Yustman; Los Angeles, 10 de maio de 1985) é uma atriz norte-americana.

## Biografia
Odette nasceu em Los Angeles, Califórnia. Sua mãe, Lydia, é cubana. Seu pai, Victor Yustman, que tem ascendência italiana e francesa, nasceu em Bogotá, Colômbia, e foi criado na Nicarágua. Criada em uma família latina, Odette tornou-se fluente em espanhol. Se formou na Woodcrest Christian High School, em Riverside, Califórnia. Originalmente depois de se formar, pretendia conseguir um diploma em Finanças Empresariais na Loyola Marymount University mas decidiu seguir a carreira de atriz.

## Vida pessoal
Ficou noiva do ator Trevor Wright mas eles romperam em 2008.
Se casou com o ator Dave Annable em Ojai, Califórnia, 10 de outubro de 2010. No ano seguinte começou a ser creditada como Odette Annable.
Em 7 de setembro de 2015, deu à luz sua primeira filha com Dave: Charlie Mae Annable.

## Filmografia
| Cinema | Cinema                                     | Cinema             | Cinema               |
| Ano    | Título                                     | Personagem         | Nota                 |
| ------ | ------------------------------------------ | ------------------ | -------------------- |
| 2017   | The Truth About Lies                       | Rachel Stone       |                      |
| 2012   | Beverly Hills Chihuahua 3: Viva la Fiesta! | Chloe (voz)        | Diretamente em vídeo |
| 2011   | Codinome Cassius 7                         | Natalie Geary      |                      |
| 2011   | Grow Up Already                            | Winnie             | Curta-metragem       |
| 2011   | Beverly Hills Chihuahua 2                  | Chloe (voz)        | Diretamente em vídeo |
| 2010   | And Soon the Darkness                      | Ellie              |                      |
| 2010   | You Again                                  | Joanna             |                      |
| 2010   | Group Sex                                  | Vanessa            | Diretamente em vídeo |
| 2010   | Operation: Endgame                         | Temperance         |                      |
| 2009   | The Unborn                                 | Casey Beldon       | [ 7 ]                |
| 2008   | Cloverfield                                | Beth McIntyre      | [ 8 ]                |
| 2007   | Walk Hard: The Dewey Cox Story             | Garota com maconha |                      |
| 2007   | Reckless Behavior: Caught on Tape          | Emma Norman        | Telefilme            |
| 2007   | Transformers                               | Socialite          |                      |
| 2006   | The Holiday                                | Casal se beijando  |                      |
| 1996   | Dear God                                   | Angela, filha      |                      |
| 1996   | Remembrance                                | Charlotte          | Telefilme            |
| 1990   | Kindergarten Cop                           | Rosa               |                      |

| Televisão       | Televisão                | Televisão               | Televisão                                                    |
| Ano             | Título                   | Personagem              | Nota                                                         |
| --------------- | ------------------------ | ----------------------- | ------------------------------------------------------------ |
| 2021            | Walker                   | Geri                    | Elenco Recorrente                                            |
| 2017–2018; 2020 | Supergirl                | Samantha Arias / Régia  | Elenco principal Temporada 3 Participação Temporada 5        |
| 2017–2018       | Elena de Avalor          | Senhorita Marisol (voz) | Elenco recorrente                                            |
| 2016            | Pure Genius              | Dra. Zoe Brockett       | Elenco principal                                             |
| 2015–2016       | The Grinder              | Devin Stutz             | Episódios 1, 17 e 20                                         |
| 2015            | The Astronaut Wives Club | Trudy Cooper            | Elenco principal                                             |
| 2014            | Rush                     | Sarah Peterson          | Elenco recorrente                                            |
| 2014            | Dois Homens e Meio       | Nicole                  | Temporada 11, Episódios 11, 12 e 16                          |
| 2013            | Anger Management         | Jamie                   | Temporada 2, Episódio 45                                     |
| 2013            | New Girl                 | Shane                   | Temporada 2, Episódio 19                                     |
| 2013            | Golden Boy               | ADA Kat O'Connor        | Episódios 2 e 3                                              |
| 2013–2015       | Banshee                  | Nola Longshadow         | Elenco recorrente, Temporadas 1–3                            |
| 2013            | Westside                 | Sophie Nance            | Episódio piloto                                              |
| 2011–2012       | House, M.D.              | Dra. Jessica Adams      | Elenco principal, Temporada 8                                |
| 2011–2012       | Breaking In              | Melanie Garcia          | Elenco principal, Temporada 1 Elenco recorrente, Temporada 2 |
| 2010–2011       | Brothers & Sisters       | Annie                   | Temporada 5, Episódios 7, 10, 11, 12 e 13                    |
| 2008            | Life on Mars             | Adrienne                | Episódio 4                                                   |
| 2007–2008       | October Road             | Aubrey                  | Elenco principal                                             |
| 2006            | Monk                     | Courtney                | Temporada 5, Episódio 5                                      |
| 2006            | South Beach              | Arielle Casta           | Elenco principal                                             |
| 2004            | Quintuplets              | Kelly Helberg           | Episódio 5                                                   |

| Videoclipe | Videoclipe                                           | Videoclipe | Videoclipe      |
| Ano        | Título                                               | Artista    | Nota            |
| ---------- | ---------------------------------------------------- | ---------- | --------------- |
| 2009       | (If You're Wondering If I Want You To) I Want You To | Weezer     | Atriz convidada |

| Videogame | Videogame | Videogame       | Videogame |
| Ano       | Título    | Personagem      | Nota      |
| --------- | --------- | --------------- | --------- |
| 2008      | Fallout 3 | Amata Almodovar | Voz       |

## Prêmios e indicações
| Ano  | Prêmio                           | Categoria                             | Trabalho             | Resultado |
| ---- | -------------------------------- | ------------------------------------- | -------------------- | --------- |
| 2018 | Prêmio Saturno                   | Best Supporting Actress on Television | Supergirl            | Indicada  |
| 2015 | Accolade Global Film Competition | Award of Excellence: Leading Actress  | The Truth About Lies | Venceu    |
| 2008 | Scream Awards                    | Best Science Fiction Actress          | Cloverfield          | Indicada  |
| 2008 | Teen Choice Awards               | Choice Movie Actress: Horror/Thriller | Cloverfield          | Indicada  |